# Kopernikus Corporation
 (транскр.  Коперникус корпорејшон) је српска корпорација са седиштем у Београду. Основана је 1998. када је настала као мања фирма Срђана Миловановића. Данас је једна од највећих медијских компанија у Србији, у чијем су власништву ТВ станице Прва и Б92, Плеј радио и бројни други чиниоци.

## Историјат
Коперникус технолоџи је основао Срђан Миловановић 1998. године и фирма се до 2002. године бавила продајом сателитских антена, клима уређаја, као и аудио видео уређаја када постаје и водећи увозник и дистрибутер опреме за кабловску телевизију (кабловских станица, појачивача, пасивне и активне опреме и свих врсти каблова).
Од 2005. године Коперникус шири своје пословање на пројектовање, изградњу и експлоатацију кабловско дистрибутивних система (КДС) а од 2008. проширује палету својих услуга увођењем интернета. У склопу понуде услуга кабловске телевизије КЦН Коперникус нуди велики број домаћих и иностраних телевизијских програма (око 200 канала) од којих они са информативних програма имају про-владин садржај. Године 2016. већински власник компаније постаје Ебрис кепитал партнерс, један од водећих инвестиционих фондова централне Европе, док Миловановић, који је иначе брат Звездана Миловановића, високог функционера владајуће Српске напредне странке, остаје мањински власник.
У децембру 2018. Коперникус корпорејшон лтд. са Кипра иза које стоје Миловановић као физичко лице (50%) и Коперникус БВ из Холандије (50%) а који је у 100% власништву Миловановића, купује операције грчке Антена групе у Србији и Црној Гори - телевизије Прва, О2 и Прва Црна Гора, Плеј радио, шест кабловских канала и три интернет портала за 180 милиона евра. Само месец дана раније, Коперникус корпорација је продала своју подружницу, кабловског оператера Коперникус, државној телекомуникационој компанији Телеком Србија за скоро 200 милиона евра. Антимонополска комисија је ову продају одобрила јер Антена не прелази удео од 35% на тржишту како се према Закону о електронским медијима мери концентрација медијског власништва.
Антена група Србија је била део Антена груп, познатије као АНТ1 груп, највеће медијске компаније у Грчкој. Група је настала 1988. покретањем радио станице АНТ1 97.2 ФМ, коју је основао грчко-кипарски бродовласник и бизнисмен Минос Кирјаку. Грчки инвеститори су ушли на медијско тржиште Србије куповином Фокс телевизије (данас Прва) у децембру 2009. године, а затим и ТВ Б92 и радио, а довели су и Вајс у Србију.